# Кинкель, Иван Германович
Иван Германович Кинкель (болг. Иван Германов Кинкел; 19 января 1883, Брянск, Российская империя — 25 мая 1945, София, Болгарское царство) — болгарский экономист и социолог русского происхождения. Заложил основы социологической науки и психоанализа в стране, внёс значительный вклад в становление таких дисциплин, как экономическая история, история экономических учений. Супруг Мары Кинкель.

## Биография
Родился 18 января 1883 г. в Брянске. В Николаевском лицее в Царском Селе изучал экономику и право, в Берлине изучал медицину, в Лейпциге изучал социальную философию и, наконец, в Цюрихе — психоанализ. Состоял в Партии социалистов-революционеров. В начале 1917 г. из-за проблем со здоровьем вместе с женой перебрался в Болгарию, где преподавал экономическую историю, историю экономических учений в Софийском университете и Свободном университете политических и хозяйственных наук (1921—1945). Создал Болгарское научно-социологическое общество (ныне Болгарская социологическая ассоциация) и был его Председателем (1931—1939). Скончался в 1945 г. в Софии.
В своих исследованиях опирался на диалектические элементы философской системы Гегеля, исторический материализм Карла Маркса и фрейдизм. При этом выступал с довольно своеобразной трактовкой исторического процесса — по его мнению, мировое развитие прошло три цикла: хозяйственная культура древнейших цивилизаций от Египта и Месопотамии до Перу (V тыс. до н.э. – XVI в. н.э.); греко-римский (1800 до н.э. – V в. н.э.) и время (VI в. – XX в.) – хозяйственной культура западно- и восточноевропейских народов, которая с XIX в. становится мировой. При этом в рамках каждого цикла различаются 4 периода, когда друг друга сменяют тенденции к 4 организационнам формам: 1) семейная (корпоративно-коллективистская и коммунистическая); 2) мелко-индивидуальная; 3) капиталистическая (аграрный, торговый, промышленный капитализм); 4) государственно-плановая.